# Theodore Levitt
Theodore Levitt (* 1. März 1925 in Vollmerz, Main-Kinzig-Kreis; † 28. Juni 2006 in Belmont, Massachusetts) war ein deutsch-amerikanischer Wirtschaftswissenschaftler und Professor an der Harvard Business School. Er prägte den wirtschaftswissenschaftlichen Begriff der Globalisierung im Jahre 1983 in seiner Ausgabe der Harvard Business Review.

## Leben
Theodore Levitts jüdische Eltern waren der Schuster Boris Levitt und dessen Ehefrau Rachel.
Die Familie emigrierte in der NS-Zeit nach Dayton, Ohio. Er studierte am Antioch College und promovierte an der Ohio State University. Seine erste Lehrtätigkeit erfolgte an der University of North Dakota. Levitt wurde im Jahre 1959 an der Harvard Business School habilitiert.
Später im selben Jahr, wurde er mit Marketing Myopia in der Harvard Business Review berühmt. Er fragte dort „What business are you in?“ (dt.: In welchem Handel bist du?), ein Satz, welcher signifikant war für seine Arbeit. Ebenfalls bekannt wurde sein Satz „People don't want to buy a quarter-inch drill. They want a quarter-inch hole!“  (dt. eingekürzt: Die Menschen wollen keinen Bohrer kaufen. Sie wollen ein Loch!).

## Entwicklung des Wortes „Globalisierung“
1983 wurde ihm das Prägen des Wortes Globalisierung zugeschrieben, durch den Artikel „Globalization of Markets“ (dt.: Globalisierung von Märkten), welchen er im Harvard Business Review veröffentlichte. Jedoch in einem NY Times Artikel wurde verdeutlicht, dass die Bezeichnung „Globalisierung“ schon früher, mindestens schon im Jahr 1944, gebräuchlich war und von den Wirtschaftswissenschaftlern schon 1981 verwendet worden ist. Jedoch popularisierte Levitt die Bezeichnung.